# Pterocheilus bicoloricornis
Pterocheilus bicoloricornis är en stekelart som beskrevs av Giordani Soika. Pterocheilus bicoloricornis ingår i släktet palpgetingar, och familjen Eumenidae. Inga underarter finns listade i Catalogue of Life.